# Criza rachetelor cubaneze

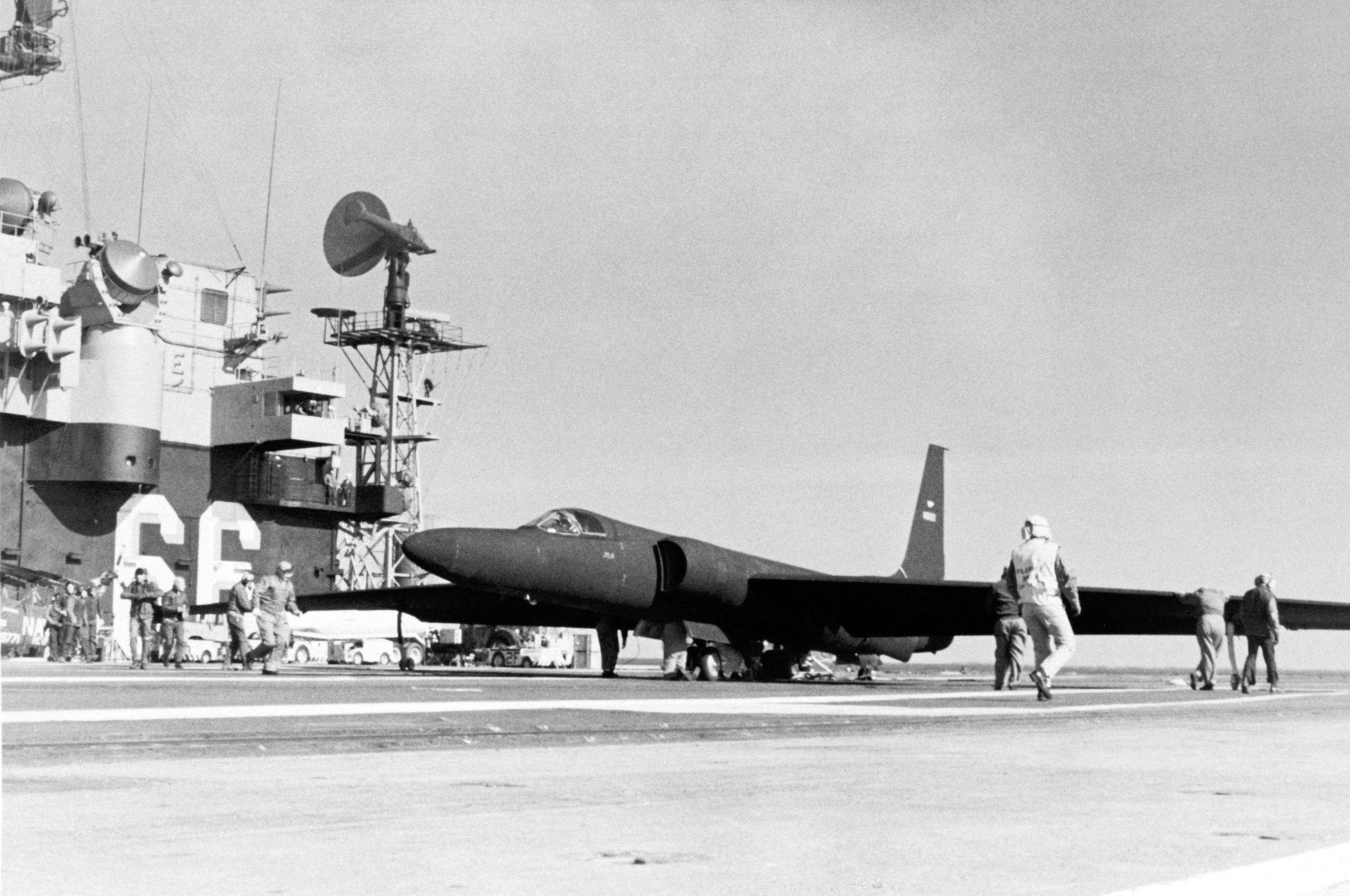
Avionul U2

Criza rachetelor cubaneze (engleză Cuban Missile Crisis, franceză Crise des missiles de Cuba) a fost o confruntare între Uniunea Sovietică și Statele Unite în legătură cu rachetele nucleare sovietice din Cuba.
Criza a început la 14 octombrie 1962 și a durat 38 de zile, până la 20 noiembrie 1962. Această criză a fost privită ca fiind momentul când Războiul Rece a fost foarte aproape să devină război nuclear și să se transforme în Al Treilea Război Mondial. Estimarea făcută chiar de președintele John F. Kennedy a fost că probabilitatea unui război nuclear a fost aproape 50%.
În timpul crizei, în afara rachetelor, au fost deplasați și câteva mii de soldați sovietici. Conform unor date furnizate de ministerul apărării, un număr de 64 de soldați sovietici și-au pierdut viața. Sursele rusești nu precizează însă și cauza. 
Într-un discurs televizat de o extraordinară gravitate, președintele american, John F. Kennedy, a anunțat că avioanele americane de spionaj U-2 au descoperit baze sovietice de lansare a rachetelor SS-4 Sandal în Cuba. Aceste rachete, purtând focoase nucleare, constituiau un pericol iminent deoarece, având rază medie de acțiune  (2000 km), erau capabile să lovească un număr mare de orașe americane foarte importante, precum Washington, D.C. Dintr-o dată, rachete sovietice puteau atinge teritoriul american, amenințând să discrediteze doctrina nucleară americană a represaliilor masive. 
Kennedy a anunțat că va ordona o "carantină"/blocadă navală a Cubei, pentru a împiedica navele sovietice să mai transporte pe insulă armament, și a explicat faptul că SUA nu va mai tolera existența amplasamentelor de lansare a rachetelor.
Președintele a ținut să întărească ideea că America nu se va opri din acțiunea sa militară legată de ceea ce el numea: "amenințare clandestină, nesăbuită și provocatoare ce amenință pacea mondială".

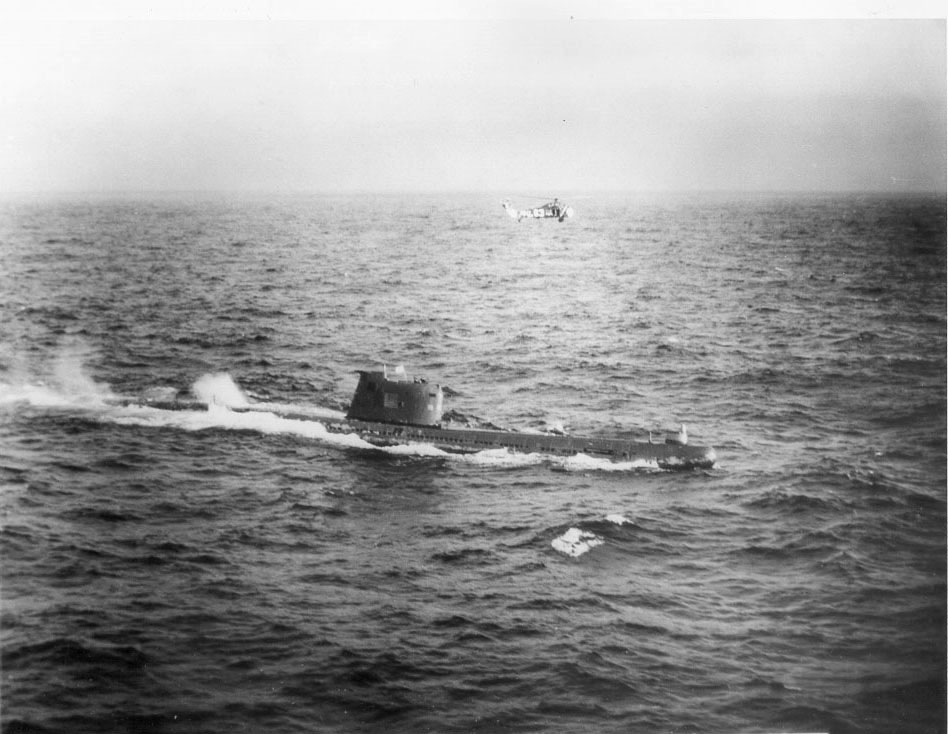
28 octombrie 1962 - Elicopter american urmărind un submarin sovietic

Pe 14 octombrie 1962, personalul tehnic al spionajului american, care analiza datele avionului-spion U-2, a descoperit că sovieticii construiau baze de lansat rachete cu  rază medie de acțiune în Cuba. În ziua următoare, președintele Kennedy a convocat o întrunire de urgență cu consilierii săi experimentați din domeniile militar, politic și diplomatic pentru a discuta aceste gesturi amenințătoare. Acest grup a devenit cunoscut sub numele de ExComm, prescurtarea de la Executive Committee of the National Security Council (Comitetul Executiv al Consiliului Național de Securitate).
După respingerea propunerii unui atac aerian pentru a extermina bazele  de rachete, ExComm a decis o blocadă navală și a cerut ca respectivele baze să fie dezmembrate și rachetele să fie îndepărtate. În noaptea zilei de 22 octombrie, Kennedy a anunțat decizia sa pe postul național de televiziune. În timpul următoarelor 6 zile, criza a crescut până la punctul în care era gata să izbucnească un război nuclear între cele două super-puteri.
La 23 octombrie a început blocada navală a Cubei, dar Kennedy a decis să dea mai mult timp de gândire conducătorului sovietic, Nikita Hrușciov, în ceea ce privea acțiunile SUA, împingând linia limitrofă a blocadei înapoi cu 500 de mile. Până în ziua de 24 octombrie, vasele sovietice pe ruta spre Cuba, capabile de a transporta încărcături militare, au părut a-și încetini sau modifica cursul, sau chiar s-au întors de unde au venit, atunci când s-au apropiat de linia de carantină (blocada navală), cu unica excepție a unui vas - petrolierul numit București.
La cererea a peste 40 de țări necombatante, Secretarul-General al ONU, generalul U. Thant a trimis apeluri private lui Kennedy și omologului său sovietic, Nikita Hrușciov, insistând ca guvernele lor să "se abțină de la orice acțiune care ar putea agrava situația și care ar putea aduce riscul unui război". La ordinul Șefilor Uniți ai Statului-Major, forțele militare americane au declanșat alerta DEFCON 2, cel mai înalt grad de alertă atins vreodată în epoca postbelică, deoarece comandanții militari se pregăteau pentru un război pe toate planurile cu Uniunea Sovietică. Conform  analistului Graham Allison de la Harvard University comanda DEFCON 2 „autoriza aeronave americane cu piloți turci...[sau de altă naționalitate]... să zboare până la Moscova și să arunce bombe". Gradul de alertă nucleară DEFCON 2 era cu un grad sub DEFCON 1, în care rachetele nucleare puteau fi lansate imediat.
La 25 octombrie, transportorul aerian USS Essex și distrugătorul USS Gearing au încercat să intercepteze petrolierul sovietic “București” pe când acesta din urmă trecea peste linia de blocadă a Cubei. Nava sovietică nu a cooperat, dar Marina SUA s-a abținut să captureze nava cu forța, considerând puțin probabil ca petrolierul să transporte armament. La 26 octombrie, Kennedy a aflat că lucrările la bazele de rachete din Cuba continuă fără întreruperi, iar ExComm dezbătea autorizarea unei invazii americane în Cuba. În aceeași zi, Hrușciov a transmis o scrisoare adresată direct lui Kennedy cu propunerea de a încheia criza: bazele de rachete vor fi demontate în schimbul promisiunii SUA de a nu invada Cuba.
În ziua următoare 27 octombrie, la ora 10, președintele Kennedy  a primit al doilea mesaj de la Hrușciov: „URSS își va retrage rachetele din Cuba dacă Statele Unite își vor retrage la rândul lor rachetele din Turcia", presat fiind de comandanții militari sovietici. În timp ce Kennedy și sfătuitorii săi din timpul crizei dezbăteau această întorsătură periculoasă a negocierilor, un avion de spionaj U-2F a fost doborât în Cuba de o rachetă sol-aer S-75 Dvina, iar pilotul ce-l conducea, maiorul Rudolf Anderson, a fost ucis. Spre regretul Pentagonului, Kennedy a interzis o replică militară, exceptând cazul în care mai multe avioane de supraveghere ar fi țintite deasupra Cubei. Pentru a detensiona criza mereu mai adâncă, Kennedy și sfătuitorii săi au fost de acord să dezarmeze, în secret, bazele de rachete din Turcia, dar doar la o dată ulterioară, pentru a preîntâmpina protestele Turciei, un membru-cheie al NATO.
La 28 octombrie, Hrușciov a anunțat intenția guvernului său de a demonta și îndepărta toate armele ofensive sovietice din Cuba. Transmițând mesajul acesta publicului prin Radio Moscova, URSS-ul își confirma dorința de a continua pe linia soluției propuse de americani cu o zi înainte. În acea după-amiază, tehnicienii sovietici au început să demonteze bazele de rachete, iar lumea nu mai era în pragul războiului nuclear. Pe 8 noiembrie, Pentagonul  a anunțat că toate bazele cunoscute pentru rachete ale rușilor fuseseră demontate.Criza rachetelor cubaneze era încheiată. În 20 noiembrie, Kennedy a retras blocada navală și, până la sfârșitul anului, toate rachetele ofensive au fost retrase din Cuba. Curând după acestea, SUA și-a retras, în secret, rachetele din Turcia.
Criza Rachetelor Cubaneze a părut în acele timpuri o victorie clară a SUA, dar Cuba a ieșit din această criză cu un sentiment mult mai pronunțat de siguranță. O succesiune de administrații americane au onorat promisiunea lui Kennedy de a nu invada Cuba și națiunea comunistă insulară, situată doar la 80 de mile de Florida, a rămas ca un spin în coasta politicii externe americane. 
Jocul dus de Hrușciov în această criză a fost unul de intimidare, dar foarte riscant, pe muchie de cuțit, deoarece URSS se afla într-un dezavantaj strategic enorm, înconjurată de baze cu arme nucleare americane. La acea vreme exista un dezechilibru imens între SUA și URSS la capitolul armelor strategice intercontinentale, în ciuda faptului că primul satelit artificial, Sputnik, fusese lansat cu o rachetă puternică de tip SS-6 Sapwood, capabilă să fie folosită și ca rachetă balistică intercontinentală, transportând o încărcătură nucleară de 3-5 megatone până la 12.000 km. Atât ca număr, cât și ca performanțe, această armă, alături de puținele bombardiere intercontinentale ale URSS, nu putea asigura paritatea nucleară cu SUA. Singurul as în mâneca lui Hrușciov, la amenințarea americană cu represalii nucleare complete, era situația periculoasă a Europei de Vest (în special RFG și Berlin) de a fi luate ostatice, având în vedere că pe continentul european, URSS deținea, mai ales la capitolul armelor convenționale, un avantaj considerabil. 
Ceea ce a urmărit Hrușciov prin plasarea acestor rachete a fost obținerea unui instrument de presiune pentru a obține concesii din partea SUA (de exemplu, în cazul problemei încinse a Berlinului). Niciodată, însă, nu a intenționat cu adevărat să înceapă un război nuclear cu SUA.
Ridicarea rachetelor învechite de tip PGM-19 Jupiter și PGM-17 Thor din Turcia nu a avut un efect dăunător asupra strategiei nucleare a SUA, dar Criza Rachetelor Cubaneze a convins URSS, umilit, să înceapă o dezvoltare nucleară masivă. La sfârșitul anilor 1960, URSS a atins paritatea nucleară cu SUA și a construit rachete balistice intercontinentale capabile de a supraviețui unui atac nuclear preventiv și de a fi lansate rapid asupra oricărui oraș din SUA.
Criza rachetelor cubaneze a constituit cel mai periculos moment al Războiului Rece, când lumea a fost cel mai aproape de un război nuclear total. Prin urmare, s-a instaurat o linie telefonică directă (așa numita "linie roșie") între Kremlin și Casa Albă pentru a evita un război nedorit. 